# Tam Nghĩa, Miêu Lật

Vị trí tại Miêu Lật

Tam Nghĩa (tiếng Trung: 三義鄉; bính âm: Sānyì Xiāng) là một hương (xã) của huyện Miêu Lật, tỉnh Đài Loan, Trung Hoa Dân Quốc (Đài Loan). Hương có tiếng với nghề mộc, nhất là các sản phẩm được khắc với đường nét tinh xảo. Trên địa bàn hương cũng hò hồ tích nước Lý Ngư Đàm. Tổng diện tích của Tam Nghĩa là 69,3424 km², dân số vào tháng 8 năm 2011 là 17.529 người thuộc 5.320 hộ gia đình, mật độ cư trú đạt 252,8 người/km².